# Carl Andre
Carl Andre (Quincy (Massachusetts), 16 september 1935 – New York, 24 januari 2024) was een Amerikaanse minimalistische beeldhouwer.

## Biografie
Andre werd geboren in Quincy in de staat Massachusetts, als jongste van de drie kinderen van George en Margaret (Johnson) Andre. Hij ging naar de openbare school in Quincy en studeerde van 1951 tot 1953 kunst aan de Phillips Academy in Andover, Massachusetts. Aan de Phillips Academy werd hij bevriend met Hollis Frampton, die later via hun discussies over kunst en door hem te introduceren bij andere kunstenaars invloed zou hebben op Andre's radicale benadering van het beeldhouwen.
Andre studeerde aan kunstacademies in de Verenigde Staten en Europa, maar werd niet direct kunstenaar. Hij werkte onder andere bij een tijdschrift en als treinconducteur. Hij diende van 1955 tot 1956 als officier in het leger van de VS in North Carolina, en verhuisde in 1956 naar New York Daar liet Frampton Andre kennis maken met Constantin Brâncuși, via wie hij in 1958 opnieuw contact kreeg met een voormalig klasgenoot van de Phillips Academy, Frank Stella, in 1958. Andre had met Stella van 1958 tot 1960 een gezamenlijk atelier. Vanaf de jaren 60 ging Andre zich toeleggen op zijn bekende sculpturen gemaakt uit vaak eenvoudige, makkelijk verkrijgbare materialen. In zijn vroege werk citeerde hij naar Constantin Brâncuși in grotendeels houten, verticale werken. In deze periode maakte Andre vooral grote verticale werken, die in de beginfase nog door hem werden bijgewerkt, maar die hij onder invloed van andere minimalistische kunstenaars uiteindelijk onbewerkt liet.
De verticale sculpturen waren echter niet bevredigend genoeg voor Andre, hij ging zich steeds meer toeleggen op horizontale sculpturen. Bekende werken zijn de grote metalen platen die in een gelijkzijdig vierkant op de grond zijn neergelegd. In Nederland zijn deze werken onder andere te zien in het Kunstmuseum Den Haag, het Kröller-Müller Museum in Otterlo en het Van Abbemuseum in Eindhoven. In feite is het de bedoeling dat de bezoeker over en langs het werk kan lopen. De kunstenaar betitelde zijn werk graag als wegen in een immer veranderend landschap.
In 1968 werd Andre uitgenodigd voor deelname aan documenta 4 in Kassel, evenals voor documenta 6 in 1977 en voor documenta 7 in 1982.
Carl Andre was getrouwd met performance kunstenaar Ana Mendieta, die in 1985 stierf door een val uit het raam, onmiddellijk na een echtelijke ruzie. Verschillende tekenen deden vermoeden dat Carl Andre haar had geduwd. Hij had schrammen op zijn arm en neus, en buren getuigden dat ze Mendieta hadden horen roepen voor ze viel. Toch werd hij door het gerecht onschuldig bevonden bij gebrek aan bewijzen. Tot op de dag van vandaag worden er protesten georganiseerd bij tentoonstellingen van zijn werk, omdat sommigen vinden dat Andre onterecht vrijgesproken is voor de moord op Ana Mendieta.
Andre overleed op 24 januari 2024 op 88-jarige leeftijd.

## Stijl
De werken van Carl Andre behoren tot de minimal art.
Het werk van Andre heeft als belangrijkste thema het doorklieven van de ruimte door middel van een object. Zo zijn er sculpturen die bestaan uit op elkaar gestapelde bakstenen die de imaginaire looproute van bijvoorbeeld een museumzaal doorbreken.

## Musea en werken

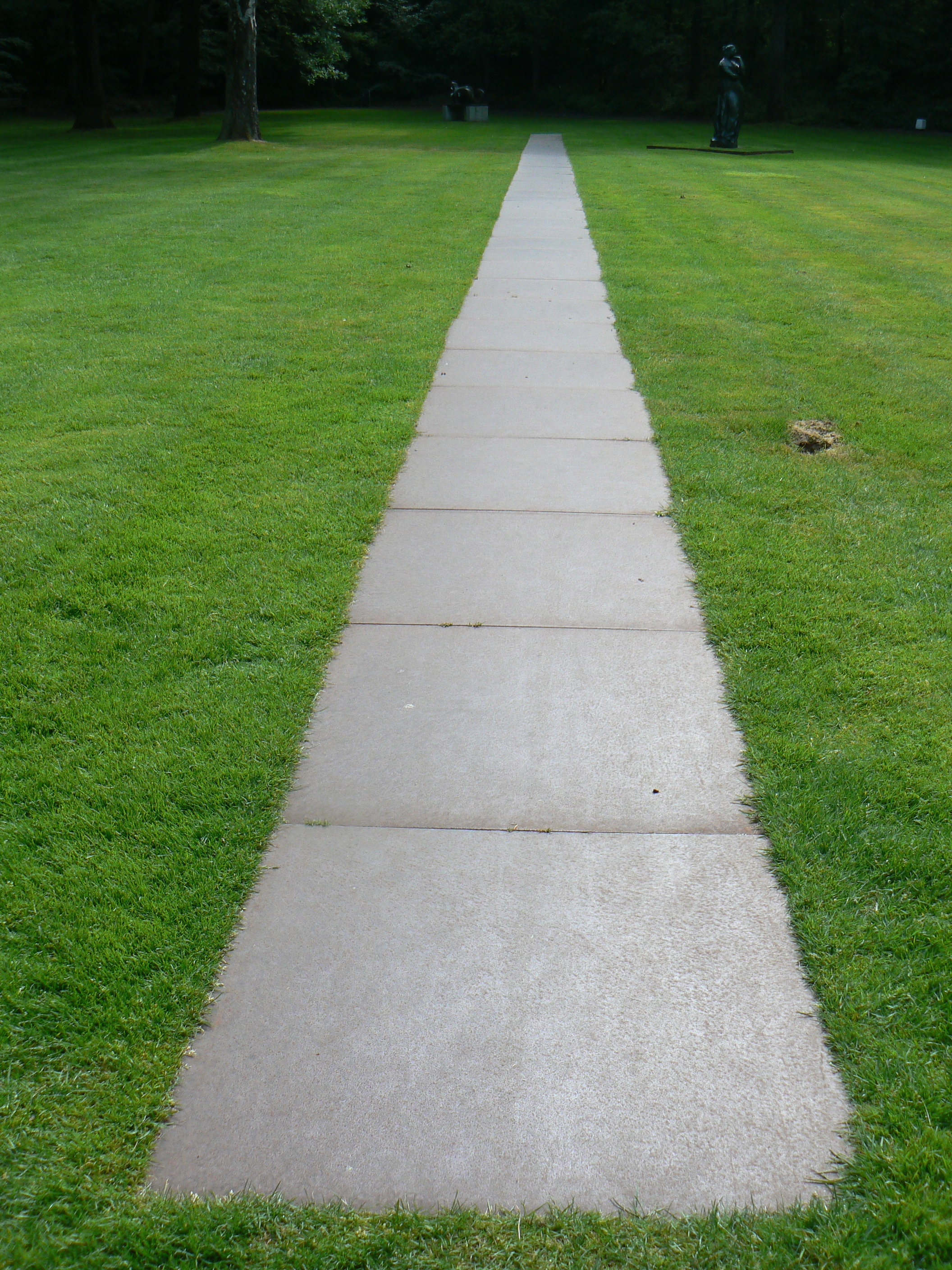
43 Roaring forty (1988) in het Beeldenpark van het Kröller-Müller Museum

Werken zijn onder andere te zien in musea voor moderne kunst en beeldenparken, zoals:
- Van Abbemuseum in Eindhoven:
  - Twenty-fifth steel Cardinal (1974)
- Allen Memorial Art Museum (AMAM) in Oberlin (Ohio):
  - 8 Blocks and 8 Stones
- Chinati Foundation in Marfa (Texas):
  - Poems (1958-1972)
- Dallas Museum of Art in Dallas (Texas):
  - Pyramid (Square Plan)
- Guggenheim Museum in New York:
  - 10x10 Altstadt Copper Square (1967)
  - Fall (1968)
  - Trabum (Element Series) (1960/1977)
- Koninklijke Musea voor Schone Kunsten van België in Brussel:
  - 4 x 25 Altstadt rechthoek (1967)
- Kröller-Müller Museum in Otterlo:
  - Square Piece (for Martin and Mia Visser) (1967)
  - Copper Inside-Outside (1969)
  - Weathering Piece (1970)
  - Quaker-Battery (1973)
  - 43 Roaring forty (1988)
- Kunstmuseum Den Haag:
  - Stuwdam (Weir)
  - 36 Brass Equivalent
- Openluchtmuseum voor beeldhouwkunst Middelheim in Antwerpen
  - 74 Weathering Way
- Milwaukee Art Museum in Milwaukee, Wisconsin:
  - 144 Pieces of Zinc
- Musée de Grenoble in Grenoble:
  - Flander Field (1978)
- Museum of Contemporary Art in Chicago:
  - Zinc-Lead Plain
- National Gallery of Australia in Canberra
  - Chain well
- Stedelijk Museum voor Actuele Kunst in Gent:
  - 11 bent long pipe run (1969)
  - Sixtyseventh Copper Cardinal (1974)
- Museum Boijmans Van Beuningen in Rotterdam:
  -  28 Rubber Rod Run  (1970)
  -  Forty-Ninth Steel Cardinal  (1974)